# Албиоло
Албио̀ло (на италиански: Albiolo; на ломбардски: Albiöö, Албьоо) е малко градче и община в Северна Италия, провинция Комо, регион Ломбардия. Разположено е на 423 m надморска височина. Населението на общината е 2742 души (към 2017 г.).